# 까치 며느리
《까치 며느리》는 1991년 1월 9일 ~ 1991년 10월 3일까지 방영된 MBC 수목드라마로 부인하고 사별하고 난 후 김치공장을 운영하면서 뚝심으로 다섯 남매를 길러낸 강형구 사장(전운 분)하고 그 자식들이 공장 경영권을 둘러싸고 벌이게 되는 세태풍자 코믹드라마다.

## 등장 인물(형구네)
- 전운(강형구 사장) : 혜련, 수정 자매 시아버지. 홍동표, 황달 장인.
- 심양홍(강민호) : 강형구 장남. 주혜련 남편.
- 김용건(강민국) : 강형구 차남. 이수정 남편.
- 박원숙(강민선) : 강형구 장녀(셋째). 황달 부인. 홍동표 처형.
- 한애경(강민숙) : 강형구 둘째 딸. 홍동표 부인.
- 안정훈(강민수) : 강형구 삼남. 서봉화 부인. 서봉숙 제부.
- 김영애(주혜련) : 강민호 부인. 이수정 올케. 민수 처형. 민수, 민국 형수. 강형구 맏며느리.
- 김보연(이수정) : 강민국 부인. 대학촌 카페주인. 강민선 동서. 강민호 제수. 강민호, 민국 제수. 강민수 형수. 강형구 둘째 며느리.

## 등장 인물(기만네)
- 이신재(서기만) : 서봉숙, 봉화 자매의 아버지. 오맹구 장인.
- 김용선(서봉숙) : 봉화의 언니. 오맹구 첫사랑. 서기만 장녀.
- 하희라(서봉화) : 서기만 막내딸. 서봉숙 동생. 강민수 첫사랑. 강형구 막내며느리. 오맹구 처제.
- 이희도(홍동표) : 강민숙 남편. 강형구 둘째사위. 강민선 제부.
- 유퉁(오맹구) : 서봉숙 남편. 서기만 맏사위. 서봉화 형부.

## 그 외 인물
- 한인수(황달) : 강민선 부인. 강형구 맏사위. 강민호 처남. 강민숙 형부. 강민수 매형.
- 서갑숙(진진)
- 권재희, 김찬우, 박상조, 이혜근, 한규희
- 엄유신(도여사) : 서기만의 여친

## 결방
- 1991년 1월 17일 - 뉴스특보 편성으로 결방
- 1991년 6월 19일 - 4부작 특별지령, 입실론작전 3~4부 편성으로 결방
- 1991년 6월 20일 - 시·도의회의회의원선거 개표상황 편성으로 결방
- 1991년 8월 14일 - 특집드라마 춘사 나운규 1부 편성으로 결방
- 1991년 8월 15일 - 특집드라마 춘사 나운규 2부 편성으로 결방